# Forceville
Forceville település Franciaországban, Somme megyében. Lakosainak száma 165 fő (2022. január 1.). Forceville Acheux-en-Amiénois, Bertrancourt, Bus-lès-Artois, Hédauville, Mailly-Maillet és Varennes községekkel határos.

## Népesség
A település népességének változása:
| Lakosok száma | 178  | 175  | 174  | 175  | 175  | 178  | 174  | 169  | 165  |
|               | 2013 | 2015 | 2016 | 2017 | 2018 | 2019 | 2020 | 2021 | 2022 |